# Lisa Merkel
Lisa Merkel (20 de enero de 2003) es una deportista alemana que compite en atletismo, especialista en las carreras de fondo.
Ganó una medalla de plata en el Campeonato Europeo de Atletismo en Ruta de 2025, en la prueba de 10 km por equipo.
Estudió Biología en la Universidad de Tubinga.

## Palmarés internacional
| Campeonato Europeo en Ruta | Campeonato Europeo en Ruta | Campeonato Europeo en Ruta | Campeonato Europeo en Ruta |
| Año                        | Lugar                      | Medalla                    | Prueba                     |
| -------------------------- | -------------------------- | -------------------------- | -------------------------- |
| 2025                       | Bruselas/Lovaina (Bélgica) | Medalla de plata           | 10 km por equipo           |